# Morpho typica
Morpho typica är en fjärilsart som beskrevs av Hans Fruhstorfer. Morpho typica ingår i släktet Morpho och familjen praktfjärilar. Inga underarter finns listade i Catalogue of Life.